# مون هیونگ-گیونگ
مون هیونگ-گیونگ (به انگلیسی: Mun Hyon-gyong،  زادهٔ ۲۸ فوریهٔ ۱۹۹۸) یک کشتی‌گیر آزادکار کشور کره شمالی است.
از افتخارات وی می‌توان به کسب مدال طلا بازی‌های آسیایی ۲۰۲۲ اشاره کرد.